# 阿拉腾特布希庙
阿拉腾特布希庙，简称特布希庙，位于内蒙古自治区阿拉善盟阿拉善右旗阿拉腾朝格苏木，是一座藏传佛教格鲁派寺院。

## 简介
特布希庙位于阿拉腾朝格苏木那仁布勒格嘎查东南30公里的特布希乌拉山顶东北2公里，位于阿拉善右旗首府额肯呼都格镇以西80公里。这里四季凉爽，夏季林木苍翠，百花绽开。特布希山脉主峰是“乌利雅斯图”，海拨2995米，终年积雪，与古代军事要塞“阿拉格乌拉”遥遥呼应，为历史上兵家必争之地。相传，1226年，成吉思汗征伐唐古特国（西夏）途中，在阿拉腾特布希山安营，消暑休整，此后一举征服了西夏北部的领地。
该庙创建于1938年，当时有位名叫“罗布桑丹碑多玛”的活佛，自拉萨携带盖有达赖大印的文书来到阿拉善，在阿拉腾特布希山建庙。
从1938年创建到1949年，该庙发展十分迅速，当时建有五大殿堂，七个庙仓，还有六处活佛舍院，普通僧人宿舍60余间，总建筑面积4500平方米。后来随着该庙香火日盛，前来朝拜的信众增加，喇嘛也增至95名，并且逐渐声名远播。